# Tucker Barnhart
Tucker Jackson Barnhart (Indianapolis, 7 gennaio 1991) è un giocatore di baseball statunitense, ricevitore.

## Biografia
Nato a Indianapolis, Indiana, Barnhart all'età di 11 anni si trasferì con la famiglia a Brownsburg, a ovest della città natale.
Tucker è un amico d'infanzia del giocatore della NBA, Gordon Hayward, e del giocatore di baseball professionista, Drew Storen.

## Carriera

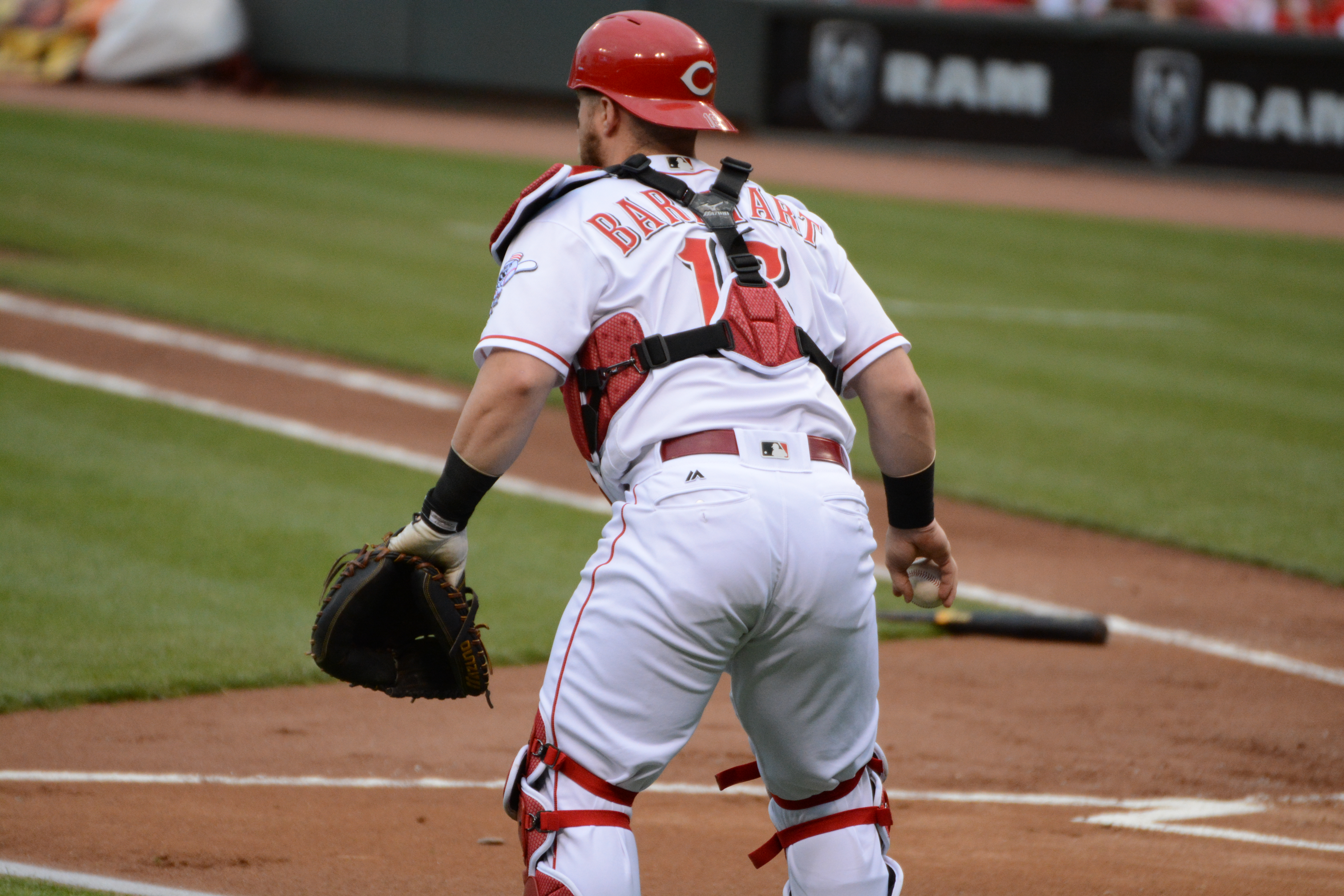
Barnhart in tenuta da ricevitore nel 2017

### Inizi e Minor League (MiLB)
Barnhart frequentò la Brownsburg High School e prima di concludere gli studi, si impegnò con la Georgia Institute of Technology di Atlanta, per giocare con la squadra universitaria di baseball. Disdisse l'impegno dopo che venne selezionato nel decimo turno del draft MLB 2009 dai Cincinnati Reds, che lo assegnarono nella classe Rookie. Dopo avervi trascorso due stagioni, venne impiegato per l'intera stagione 2011 nella classe A. Nel 2012 giocò nella classe A-avanzata e nella Doppia-A, mentre militò esclusivamente in quest'ultima durante la stagione 2013.

### Major League (MLB)
Barnhart debuttò nella MLB il 3 aprile 2014, come ricevitore titolare (il principale ricevitore dei Reds dell'epoca, Devin Mesoraco, era infortunato), al Great American Ball Park di Cincinnati contro i St. Louis Cardinals, venendo eliminato in tutti e quattro i turni di battuta a cui partecipò, nell'ultimo di essi per strikeout. Il 5 aprile batté la sua prima valida, contro i Mets, e il 1º maggio colpì il primo fuoricampo contro i Brewers. Concluse la stagione con 21 partite disputate nella MLB e 78 nella Tripla-A.
Nel 2015 partecipò a 81 partite di MLB e a solamente 5 di Tripla-A, mentre nel 2016 disputò partite esclusivamente nella MLB, apparendo in 115 incontri.
Il 22 settembre 2017 Barnhart firmò con i Reds un contratto quadriennale dal valore complessivo di 16 milioni di dollari, con un'opzione della squadra di 7,5 milioni per l'eventuale quinta stagione. Al termine della stagione 2017 venne premiato con il suo primo Guanto d'oro.
Nel giugno 2019 Barnhart ebbe un infortunio di moderata intensità ai muscoli addominali e obliqui, entrando nella lista degli infortunati. Dalla fine di agosto dello stesso anno Barnhart si schierò in battuta esclusivamente come mancino, affermando di considerare l'abbandono definitivo dell'opzione multipla.
Nel 2020 venne premiato con il suo secondo guanto d'oro.
Il 3 novembre 2021 i Reds scambiarono Barnhart con i Detroit Tigers per Nick Quintana. Il 7 novembre i Tigers esercitarono l'opzione contrattuale di 7,5 milioni di dollari per la stagione 2022.

## Palmares
- Guanto d'oro: 2

2017, 2020